# Élections constituantes de 1946 en Corrèze
Les élections constituantes françaises de 1946 se tiennent le 2 juin. Ce sont les deuxièmes élections constituantes, après le rejet du projet de Constitution française du 19 avril 1946 lors du référendum du 5 mai.

## Mode de scrutin
L'assemblée constituante est composée de 586 sièges pourvus au scrutin proportionnel plurinominal suivant la règle de la plus forte moyenne dans chaque département, sans panachage ni vote préférentiel.
Dans le département de la Corrèze, quatre députés sont à élire.

## Élus
| Député sortant   | Parti | Parti | Député élu ou réélu | Parti | Parti |
| ---------------- | ----- | ----- | ------------------- | ----- | ----- |
| Clément Chausson |       | PCF   | Clément Chausson    |       | PCF   |
| Jean Goudoux     |       | PCF   | Jean Goudoux        |       | PCF   |
| Marcel Champeix  |       | SFIO  | Marcel Champeix     |       | SFIO  |
| Edmond Michelet  |       | MRP   | Edmond Michelet     |       | MRP   |

## Résultats

### Résultats à l'échelle du département
| Parti    | Parti    | Tête de liste    | Résultats | Résultats | Sièges |  |
| Parti    | Parti    | Tête de liste    | Voix      | %         |        |  |
| -------- | -------- | ---------------- | --------- | --------- | ------ |  |
|          | PCF      | Clément Chausson | 52 492    | 38,56     | 2      |  |
|          | MRP      | Edmond Michelet  | 34 991    | 25,70     | 1      |  |
|          | SFIO     | Marcel Champeix  | 28 874    | 21,21     | 1      |  |
|          | RGR      | Jean Labrunie    | 16 914    | 12,42     | -      |  |
|          | PRL      | Émile Baillely   | 3 362     | 2,47      | -      |  |
|          |          |                  |           |           |        |  |
| Inscrits | Inscrits | Inscrits         | 171 783   | 100,00    | 4      |  |
| Votants  | Votants  | Votants          | 137 599   | 80,10     |        |  |
| Exprimés | Exprimés | Exprimés         | 136 133   | 98,94     |        |  |